# ماريسكا هارغيتاي
ماريسكا هارغيتاي (بالإنجليزية: Mariska Hargitay) مواليد 23 يناير 1964 في سانتا مونيكا، كاليفورنيا، الولايات المتحدة، هي ممثلة أمريكية بدأت مسيرتها الفنية عام 1983. كما أنها من الفائزات بجائزة إيمي وجائزة غولدن غلوب.

## الأعمال
- ساينفيلد
- إي آر
- الحب، النمط الأمريكي

## وصلات خارجية
- Joyful Heart Foundation نسخة محفوظة 12 ديسمبر 2019 على موقع واي باك مشين., founded by Hargitay
- ماريسكا هارغيتاي على موقع IMDb (الإنجليزية)
- ماريسكا هارغيتاي على موقع ألو سيني (الفرنسية)
- ماريسكا هارغيتاي على موقع ميوزك برينز (الإنجليزية)
- ماريسكا هارغيتاي على موقع أول موفي (الإنجليزية)
- ماريسكا هارغيتاي على موقع قاعدة بيانات الأفلام السويدية (السويدية)
- ماريسكا هارغيتاي على موقع إن إن دي بي (الإنجليزية)
- ماريسكا هارغيتاي على موقع قاعدة بيانات الفيلم (الإنجليزية)
- ماريسكا هارغيتاي على موقع كينوبويسك (الروسية)